# Lípa velkolistá u kostela na Zdouni
Lípa velkolistá u kostela na Zdouni je památný strom v osadě Zdouň na západ od Hrádku u Sušice. Lípa velkolistá (Tilia platyphyllos Scop.) roste vně zdi u vchodu na hřbitov. Stáří stromu je odhadováno na 240 let, výška stromu je 26 m, šířka koruny je 13 m, obvod kmene 366 cm (měřeno 2009 a 2012). Její zdravotní stav je velmi dobrý, kmen má vnitřní dutinu, koruna má jen jednu hlavní větev. Strom je chráněn od 29. listopadu 2005 jako krajinná dominanta, součást kulturní památky.

## Památné stromy v okolí
- Lípa srdčitá u kostela na Zdouni